# Ezequiel Peña
Ezequiel Ernesto Peña Zunino (Montevideo, 20 gennaio 1998) è un ex calciatore uruguaiano, di ruolo attaccante.

## Caratteristiche tecniche
È un'ala sinistra.

## Carriera

### Club
Cresciuto nel settore giovanile del River Plate (M), ha esordito in prima squadra il 28 maggio 2018 in occasione del match di campionato perso 2-1 contro il Nacional.